# Parque temático Villas del Oeste
El parque temático Villas del Oeste es un sitio ubicado en Victoria de Durango, Durango, México, donde se realizan películas. Esta localidad ha sido escenario para la filmación de películas (completas y escenas) estilo Lejano Oeste, alrededor de 150 películas de producciones nacionales e internacionales.
Se encuentra en el kilómetro 12 de la carretera Durango-Parral.
La ubicación correcta es: 24°06'32.9"N 104°41'58.1"W